# Chūgi

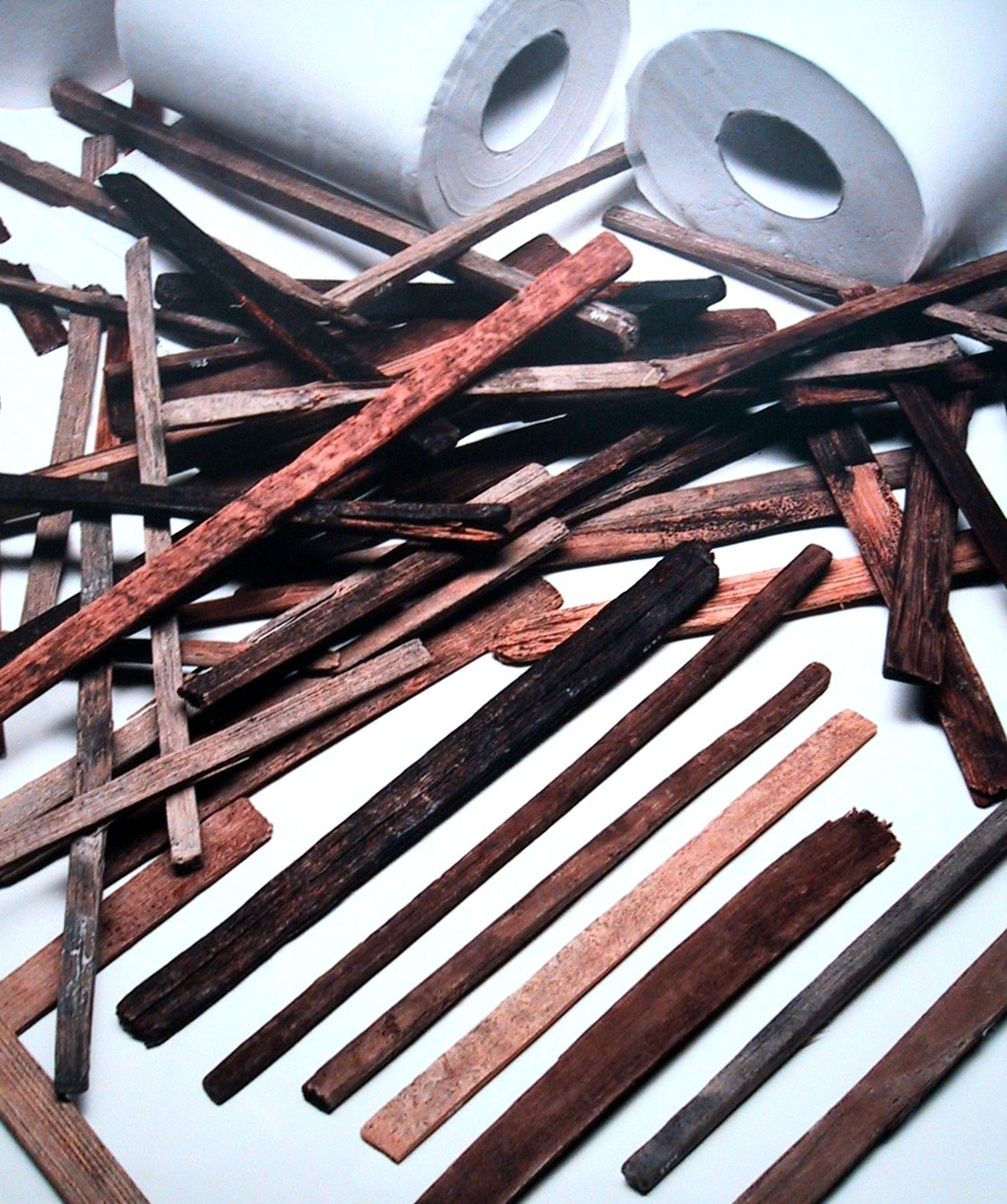
Chūgi comparado con papel de baño actual.

Chūgi (筹木?), a veces llamado kusobera (lit. "espátula de mierda"), era un tipo especial de palo utilizado por los japoneses en tiempos antiguos para limpiar el ano después de defecar. La palabra chūgi se compone de los kanji de "pincho" (筹) y de "árbol" (木) lo que le da el significado de "pincho de madera". Los chūgi se asociaron con su función a medida que estos se fueron encontrando en excavaciones de restos de retretes. También se cree que los chūgi han sido retratados en pinturas partir de finales del siglo XII. Una de esas pinturas representa a un niño que llevaba Geta de tacón alto en el proceso de la defecación, apoyando y sosteniendo un chūgi en la mano.